# Rusuli samkudhedi
Rusuli samkudhedi é um filme de drama georgiano de 2007 dirigido e escrito por Aleko Tsabadze. Foi selecionado como representante da Geórgia à edição do Oscar 2008, organizada pela Academia de Artes e Ciências Cinematográficas.

## Elenco
- Artyom Tkachenko - Kolya Vorontsov
- Konstantin Khabenskiy - Denis Maltsev
- Pyotr Mironov - Sniper
- Mikhaïl Jonine - Lev Maltsev